# Tabata Nobushige
Nobushige Tabata (sinh ngày 9 tháng 4 năm 1989) là một cầu thủ bóng đá người Nhật Bản.

## Sự nghiệp câu lạc bộ
Nobushige Tabata đã từng chơi cho SP Kyoto FC, Grulla Morioka và Renofa Yamaguchi FC.